# トーマス・ヘイワード
トーマス・ビブ・ヘイワード（Thomas Bibb Hayward、1924年5月3日 - 2022年3月3日）は、アメリカ合衆国海軍の軍人、大将。1978年7月1日に第21代アメリカ海軍作戦部長に就任した。

## 経歴
第二次世界大戦中に徴兵され水兵として勤務、その後に海軍兵学校に入学し1947年卒業し海軍少尉に任官する。始めに乗り組んだ艦艇は「CV-36 アンティータム」で、1950年7月にペンサコラでの飛行訓練を終了し、「CV-9 エセックス」および「CV-45 ヴァリー・フォージ」艦載航空隊に配属され朝鮮戦争に参加、146回の戦闘飛行任務を成し遂げ、航空章10個、海軍殊勲章3個、航空殊勲十字章を授与されている。
ベトナム戦争では36回の飛行任務に就き、航空章3個とレジオン・オブ・メリットが授与された。「CV-66 アメリカ」艦長勤務の後に、海軍大学校とジョージ・ワシントン大学で教育を受ける。
1976年から1977年まで第7艦隊司令官および太平洋艦隊司令長官を務めたのち、1978年7月1日に第21代海軍作戦部長に就任する。在任期間中はソビエト連邦との冷戦が新たな局面に向かいつつあり、前任者の任務を踏襲しつつ海軍戦略の転換を図り、インド洋への戦力の増強、海軍の新装備開発の促進に尽力した。
1982年6月30日に退役。